# San Antonio kommun, San Luis Potosí
San Antonio är en kommun i Mexiko.   Den ligger i delstaten San Luis Potosí, i den centrala delen av landet, 240 km norr om huvudstaden Mexico City. Antalet invånare är 643.
Följande samhällen finns i San Antonio:
- Tocoy
- Lejem
- Tan Jajnec
- Tanchahuil
- Pa'tnel
- Colonia el Progreso
- Cuéchod
- Colonia Altamira
- Al Tzájib
- El Frijolillo
- Colonia Brasil
- Xolol
- Akán Tzen